# Stardust (Lied)
Stardust ist der Titel eines Popsongs von Hoagy Carmichael aus dem Jahr 1927, der zu einem der meistgecoverten Songs aller Zeiten und als Klassiker der Bigband-Ära zum Jazzstandard und zum Evergreen wurde.

## Entstehungsgeschichte

Hoagy Carmichael - Stardust

Der Song wurde zunächst als 32-taktiges Instrumentalstück komponiert. Angeblich fiel der Song dem Jurastudenten Carmichael bei einem Abendspaziergang über den Campus von Indiana ein, als er an den Abschiedsbrief seiner Studentenliebe dachte. Gleich danach setzte er sich im Studentenlokal Book Nook ans Klavier, um sich die Melodie vorzuspielen. Der Song wurde zum ersten Mal von Hoagy Carmichael and His Pals am 31. Oktober 1927 für Gennett Records (Katalog #6311) als Jazzsong im mittleren Tempo als B-Seite eingespielt. Aufnahmestudio war nicht eines der berühmten in New York, sondern das von Gennett Records in Richmond (Virginia). Für die Aufnahmen rekrutierte er Bandleader Emil Seidel und dessen Band, aber auch Jimmy und Tommy Dorsey. Carmichael holte angeblich in der Halloween-Nacht den Toningenieur Harold Soule um 3 Uhr nachts aus dem Bett, das erste Take war um 5 Uhr fertig. „Hoagy fiel rückwärts von seinem Klavierstuhl und sagte: ‚Mein Meisterwerk‘, das war es dann auch.“ Carmichael wurde nach eigener Aussage hierzu von den Improvisationen Bix Beiderbeckes inspiriert. Zunächst wurde Stardust nach seiner Veröffentlichung im Januar 1928 nur mäßig rezipiert, hauptsächlich von befreundeten Musikern, von denen manche (u. a. Don Redman) ihre eigene Version einspielten.

## Kennzeichen des Songs
Stardust ist Alec Wilder zufolge mit seiner ungewöhnlichen Liedform A-B-A-C und seiner nicht einfach singbaren Melodie „sehr ungewöhnlich für einen Popsong“. Nach einem chromatischen Auftakt (h-c-cis) geht die Melodie in Viertelnoten abwärts (d-c-a-f-d), dann wieder hinauf (f-a-e-e). Obwohl der Song in C-Dur notiert ist, beginnt der Song in F-Dur, um über f-Moll, e-Moll und d-Moll zur Dominante in G-Dur zu führen.

## Ausbau des Songs
1929 arbeitete Carmichael den Song zu einer langsamen Ballade um und verfasste angeblich jetzt erst eine Vorstrophe (Verse), für deren Melodie er auf dem Takt 7 des Chorusses aufbaute. Mitchell Parish schrieb einen Text dazu, der an die vermeintliche Entstehungsgeschichte erinnerte: „Manchmal frage ich mich, wieso ich die einsame Nacht damit verbrachte, von einem Lied zu träumen.“  Irving Mills nahm mit seiner Hotsy Totsy Gang (mit Jimmy Dorsey, Klarinette, und Carmichael, Piano) Carmichaels neues, bei seinem Verlag Mills Music nun als Star Dust publiziertes Arrangement des Songs am 20. September 1929 auf und kam damit nach Veröffentlichung im Januar 1930 bis auf Platz 20 der amerikanischen Hitparade. Am 15. Mai 1930 spielte der Bandleader Isham Jones ebenfalls den Song in einer Instrumentalversion ein und erreichte damit am 18. April 1931 den Spitzenplatz der Hitparade. Seine Version machte Stardust zum Klassiker. Vermutlich ist die Fassung von Ben Selvin (1931) die erste Aufnahme mit Text; kurz darauf sang auch Jack Purvis bei Ted Wallace und seinen Campus Boys den Text. Erfolgreicher waren die Versionen von Bing Crosby (# 15, 1931) und von Louis Armstrong (# 16, 1931), die Stardust seine „Unsterblichkeit“ sicherten.

## Bigband-Versionen

Artie Shaw - Star Dust

Nach der Einspielung von  Jimmie Lunceford (# 10, 1935) wurde Stardust zu einem Standard der Bigband-Ära und von nahezu jedem namhaften Bandleader und Sänger dieser Generation gecovert. Glenn Millers Arrangement war ebenfalls sehr erfolgreich und kam bis Platz 3 der Charts. Erstmals erschien Stardust als Titel, der von zwei Bands auf beiden Seiten einer Platte eingespielt wurde, nämlich von Tommy Dorsey (aufgenommen am 15. April 1936) und von Benny Goodman (23. April 1936), veröffentlicht im Mai 1936 auf Victor #25320 (# 8 für Dorsey, # 2 für Goodman). Auch Sammy Kaye (# 16, 1939), Artie Shaw (# 2, 1941) und Frank Sinatra (# 7, 1941) nahmen am Erfolg von Stardust teil. Artie Shaws Version war dann die erfolgreichste. Sie entstand am 7. Oktober 1940 (Victor #27230), wurde im Dezember 1940 veröffentlicht und erreichte den zweiten Platz der Hitparade. Das lyrische Trompetensolo von Billy Butterfield zu Beginn und Jack Jenneys brillantes Posaunensolo am Schluss geben dieser Aufnahme die besondere Note.

## Der weitere Weg zum Jazzstandard
Der Song wurde auch von Billie Holiday, Nat King Cole, Ella Fitzgerald, Ringo Starr und von Instrumentalisten wie Django Reinhardt mit Stéphane Grappelli (am Piano) aufgenommen. Weitere Aufnahmen, von Art Tatum über Ben Webster bis zu John Coltrane, belegen, dass aus dem Popsong eine Steilvorlage für Jazzinterpretationen wurde. Die Beliebtheit bleibt, wie Versionen von Pee Wee Ellis (1994) oder Philip Catherine zeigen. Auch jüngere Musiker wie Harry Connick Jr., Lou Donaldson, Ernestine Anderson oder Wynton Marsalis haben den Jazzstandard interpretiert. Manche Kritiker sehen in Stardust die schönste Liebesballade, die je geschrieben wurde: Parishs eindringlicher Text, der Einsamkeit und Nostalgie heraufbeschwört, sei perfekt in den Verlauf von Carmichaels Melodie integriert.

## Statistik
Stardust ist mit über 1800 Aufnahmen einer der am häufigsten eingespielten Songs des 20. Jahrhunderts und steht in den USA nach Silent Night und dem St. Louis Blues an dritter Stelle der am häufigsten produzierten Songs. Die ASCAP listet 152 Versionen hiervon auf.